# Francesco Caputo
Francesco Caputo (ur. 6 sierpnia 1987 we Altamurze) – włoski piłkarz występujący na pozycji napastnika. Obecnie gra w klubie Sampdoria.

## Kariera piłkarska
W dorosłej piłce Francesco Caputo debiutował jako gracz nowo założonego klubu Leonessa Altamura. Potem przez sezon 2007/2008 grał w barwach Noicattaro. W 2008 roku trafił do Bari, z którym w Serie B rozegrał 29 meczów i strzelił 11 bramek, dzięki czemu przyczynił się do awansu drużyny do Serie A. Tutaj jednak nie miał szansy pograć, bowiem od kolejnego sezonu przebywał na wypożyczeniu w Salernitanie, która grała na zapleczu włoskiej ekstraklasy. Po zakończeniu ligi Salernitana nie zdołała utrzymać się w Serie B, a Caputo powrócił do Bari, w którym ma szansę na debiut w Serie A.